# Vanessa Minnillo
Vanessa Minnillo (Clark Air Base, 9 november 1980) is een Filipijns-Amerikaans model, televisiepresentatrice en actrice.

## Biografie
Vanessa werd geboren in 1980 en heeft een twee jaar oudere geadopteerde broer. Haar moeder is van Filipijnse komaf. Door haar vaders werk bij de United States Air Force verhuisde ze vaak en ze woonde in Washington, Californië, Nevada, Florida, Duitsland en Japan. Minnillo's ouders gingen in 1983 uit elkaar en scheidden in 1986. Haar moeder hertrouwde met een USAF-medewerker en ze verhuisden naar Turkije. In 1990 moesten ze daar vertrekken ten gevolge van de Golfoorlog. Vervolgens ging ze bij haar vader in Charleston wonen en sindsdien heeft ze haar moeder niet meer gezien. In die periode ging Minnillo naar acht verschillende scholen.
Op school in Charleston werd ze chearleader. In 1996 nam ze deel aan de Miss South Carolina-wedstrijd en won deze. Op 17 augustus 1998 won ze ook de Miss Teen USA-verkiezing. Hierna richtte ze zich op het afmaken van haar studies, acteren, modelleren en televisiepresentatie. Ze stond meermaals in Maxim's en op de Hot 100 of-lijst van dat tijdschrift. Van 2005 tot en met 2007 stond ze achtereenvolgens op de 62e, 15e en 35e plaats.
Op 15 juli 2011 is Minnillo getrouwd met Nick Lachey, met wie zij sinds 15 april 2006 samen is. Ze wonen momenteel in Hollywood, Californië. Ze kregen in 2012 hun eerste kind, een zoon, gevolgd door een dochter in 2015 en een tweede zoon in 2016.